# Notre-Dame-de-Monts
Notre-Dame-de-Monts ist eine französische Gemeinde mit 2.293 Einwohnern (Stand: 1. Januar 2022) im Département Vendée in der Region Pays de la Loire; sie gehört zum Arrondissement Les Sables-d’Olonne und zum Kanton Saint-Jean-de-Monts. Die Einwohner werden Montois genannt.

## Geografie
Notre-Dame-de-Monts liegt an der Atlantikküste. Umgeben wird Notre-Dame-de-Monts von den Nachbargemeinden La Barre-de-Monts im Norden und Nordosten sowie Saint-Jean-de-Monts im Süden und Südosten.

## Bevölkerungsentwicklung
| Jahr      | 1962 | 1968 | 1975 | 1982 | 1990 | 1999 | 2006 | 2012 |
| Einwohner | 1272 | 1349 | 1376 | 1325 | 1333 | 1528 | 1772 | 1956 |

## Sehenswürdigkeiten
Siehe auch: Liste der Monuments historiques in Notre-Dame-de-Monts
- Der Kulmino, ein hoher Wasserturm mit Aussichtsplattform
- Strand von Blaie

## Gemeindepartnerschaften
Mit der britischen Gemeinde Grantown-on-Spey in den Highlands (Schottland) besteht eine Gemeindepartnerschaft.